# Polymesoda fontainei
Polymesoda fontainei is een tweekleppigensoort uit de familie van de Cyrenidae. De wetenschappelijke naam van de soort werd in 1842 voor het eerst geldig gepubliceerd door Alcide d'Orbigny.